# 贝锦泉
贝锦泉（1831年—1890年），字敏修，贵驷憩桥（今属浙江省宁波市镇海区）人，晚清武官，中法战争中的名将。，有弟贝珊泉，也为晚清著名海军将领。

## 生平
性情豪爽，有胆见卓识。少时家境贫寒，母亲早逝，父亲和兄弟五人靠竹编手艺糊口。因身强力壮，熟谙水性，经友人介绍，到葡萄牙籍外国轮船上做水手替班，三年后才返回家乡。之后在家乡甬江和五乡碶之间的河道靠撑航掌舵谋生养家。
咸丰四年（1854年），中国沿海海盗为患，宁波府商人与宁绍台道合议集资7万银元购买英国造现代机器轮船宝顺轮保护商船护航，是中国近代机器轮船的肇始。贝锦泉因有洋轮船操作经验，被聘为宝顺轮管带，就是现代的船长。在贝锦泉的指挥下，宝顺轮捕获海上盗匪无数，海上盗匪几近绝迹，商人行旅都受益，清廷特赐五品军功。
当时的船政大臣沈葆桢，听闻贝锦泉大名，延揽入幕，聘他管驾战船“万年青”号，不久又改驾战船“超武”号。在任“万年青”号和“超武”号船长期间，又有效打击了海盗，捕盗无数，屡建军功，赏副将衔，时年38岁。不久累官至福建海坛总兵。
光绪十年（1884年），代署浙江定海总兵。光绪十一年（1885年），中法战争爆发，贝锦泉在镇海之役中防守舟山，挫败法国海军。同年十月，实授定海总兵。
之后，随左宗棠远征新疆迪化，帮助平定新疆。但因新疆之战负伤，留下内伤，久治不愈，不久在定海总兵任上逝世，享年59岁。 翁同龢亲作墓志，清廷诰赠武正一品“建威将军”。

## 遗迹
- 今宁波镇海贝氏故居[3]
- 今宁波镇海水师总兵衙门[3]